# Pierluigi Billone
Pierluigi Billone (Sondalo, 14 februari 1960) is een Italiaanse componist. Hij kreeg zijn muzikale opleiding in Milaan (compositie en klassieke gitaar) en Siena (kamermuziek). Daarna studeerde hij verder bij Salvatore Sciarrino en Helmut Lachenmann. Van Sciarrino kreeg hij zijn experimenteerdrift mee, van Lachenmann de structuur. Zijn experimentele muziek wordt door ensembles over de gehele wereld uitgevoerd. Vanaf 2006 geeft hij compositieles aan de Universiteit voor Muziek en Kunsten in Graz, Oostenrijk.

## Oeuvre
- 1989: A.AN (voor ensemble)
- 1990: APSU (voor ensemble)
- 1991: Kraan Ke.An (voor  stemmen en ensemble)
- 1992: An Na (voor ensemble) (revisie 1994)
- 1994: Me A An (voor stemmen en ensemble)
- 1995: Iti ke Mi (voor altviool)
- 1996: Utu an.Ki Lu (voor contrabas)
- 1998: Scrittura. Camino
- 1999: Scrittura. Presenza
- 2000: Mani. Giacometti (strijktrio)
- 2001 : Mani. Long (voor ensemble)
- 2002: Legno Intile (voor ensemble)
- 2003: Legno. Edro I – IV (voor fagot en ensemble)
- 2003: 8 Studi da concerto (voor fagot)
- 2004: Mani. De Leonadis (voor vier claxons en glas
- 2004: Legno. Stele (voor twee fagotten en ensemble)
- 2004: Legno. Edro V. Metrio (voor fagot)
- 2004: KE. Cercia (stemmen)
- 2005: TA (lied)
- 2005: PA (elektro akoestische muziek)(hommage aan Evan Parker
- 2006: 1+1=1 voor twee basklarinetten;
- 2007: Scrittura Bocca voor vrouwenstem, trombone en orkest
- 2011: Phonogliphi (voor orkest, fagot en sopran)

## Bron
- (de)  Oostenrijkse componisten

- Bibliothèque nationale de France: cb15591856n (data)
- Gemeinsame Normdatei: 132355183
- International Standard Name Identifier: 0000 0000 7848 7120
- Library of Congress Control Number: no2002091177
- MusicBrainz: bc094c6d-ebff-4236-a6c2-d241499a5a4e
- Virtual International Authority File: 329906
- WorldCat: E39PBJqk7wpv4dmq896PkyBpT3